# Ecnomus yamashironis
Ecnomus yamashironis är en nattsländeart som beskrevs av Tsuda 1942. Ecnomus yamashironis ingår i släktet Ecnomus och familjen trattnattsländor. Inga underarter finns listade i Catalogue of Life.